# Ołeksij Bachariew
Ołeksij Ołeksandrowycz Bachariew, ukr. Олексій Олександрович Бахарєв, ros. Алексей Александрович Бахарев, Aleksiej Aleksandrowicz Bachariew (ur. 12 października 1976 w Pietrowym Wału, w obwodzie wołgogradzkim, Rosyjska FSRR, zm. 18 marca 2022) – ukraiński piłkarz pochodzenia rosyjskiego, grający na pozycji pomocnika, a wcześniej napastnika, reprezentant Rosji i Ukrainy.

## Kariera piłkarska

### Kariera klubowa
Wychowanek Szkoły Piłkarskiej Torpedo Togliatti. W 1994 rozpoczął karierę piłkarską w drużynie Nieftianik Pochwistniewo, skąd przeszedł do Łady Togliatti. W 1997 został wypożyczony najpierw na rok do Spartaka Moskwa, a potem na rok do Rotora Wołgograd, w którym został jednym z liderów drużyny. W 1995 zaproszony do ukraińskiego Szachtara Donieck, w którym występował przez 8 lat. W 2005 był wypożyczony do Rubinu Kazań. W 2006 powrócił do Łady. Potem bronił barw rosyjskich klubów Nosta Nowotroick i Maszuk-KMV Piatigorsk. Od 2009 występuje w zespole FSA Woroneż.

### Kariera reprezentacyjna
18 listopada 1998 debiutował w drużynie narodowej Rosji w przegranym 1:5 meczu towarzyskim z Brazylią.
21 sierpnia 2002 debiutował w drużynie narodowej Ukrainy w przegranym 0:1 meczu towarzyskim z Iranem.

## Sukcesy i odznaczenia

### Sukcesy klubowe
- mistrz Rosji: 1997
- zdobywca Pucharu Rosji: 1998
- mistrz Ukrainy: 2002, 2005
- wicemistrz Ukrainy: 1999, 2000, 2001, 2003, 2004
- zdobywca Pucharu Ukrainy: 2001, 2002, 2004